# Medaglia d'Egitto
La medaglia d'Egitto è una decorazione militare dell'Impero ottomano.

## Storia
Nel 1798 una flottiglia di truppe francesi occupò l'Egitto dichiarando il popolo egiziano libero dalla tirannia dei mamelucchi. Il sultano turco che aveva il protettorato dell'area, ad ogni modo, non venne impressionato da questa repentina conquista e dichiarò guerra alla Francia con la complicità della Gran Bretagna che intervenne con l'ammiraglio Horatio Nelson nella Battaglia del Nilo del 31 luglio 1798. Nel marzo del 1801 l'armata turco-inglese, finalmente, riuscì a sbarcare sulle coste egiziane e sconfisse definitivamente ogni retaggio francese. Il primo riconoscimento per questi eventi fu la decorazione di lord Nelson con l'Ordine del Crescente, la massima onorificenza dell'Impero ottomano. Dopo la felice conclusione della campagna del 1801, il sultano diede ordine di realizzare una medaglia apposita per celebrare la vittoria e come tale essa venne concessa in prevalenza ai militari inglesi che avessero preso parte alla campagna (circ 500 concessioni in tutto).

## Classi
La medaglia si divideva in sei classi di benemerenza:
- grande medaglia d'oro con diamanti (55 mm)
- grande medaglia d'oro di 55 mm
- medaglia d'oro di 48 mm
- medaglia d'oro di 43 mm
- medaglia d'oro di 36 mm
- medaglia d'argento di 36 mm

## Insegne
- La medaglia consisteva, sul davanti, della rappresentazione di una mezzaluna con una stella ad otto punte (in diamanti o brillanti per la classe più alta) circondata da una decorazione floreale. Il retro mostrava il thugra del sultano Selim III circondato anch'esso da una decorazione floreale. Sotto stava la data "1801".
- Il nastro era giallo paglierino anche se in molti casi la medaglia veniva sospesa con una catenella d'oro.